# Hongkong op de Olympische Zomerspelen 2000
Hongkong nam deel aan de Olympische Zomerspelen 2000 in Sydney, Australië. Het land won geen medailles.

## Deelnemers en resultaten per onderdeel

### Atletiek
| Olympiër                                                      | Discipline | Resultaat | Prestatie                  |
| ------------------------------------------------------------- | ---------- | --------- | -------------------------- |
| Chiang Wai Hung                                               | 100m (m)   | 65e       | serie 2: 6de in 10,64      |
| Chiang Wai Hung Ho Kwan Lung Tang Hon Sing William To Wai Lok | 4x100m (m) | 33e       | serie 2: 7de in 40,15      |
|                                                               |            |           |                            |
| Maggie Chan                                                   | 5000m (v)  | 43e       | serie 2: 16de in 16.20,43  |
| Maggie Chan                                                   | 10000m (v) | 39e       | serie 2: 20ste in 35.21,20 |

### Badminton
| Olympiër                  | Discipline     | Resultaat | Prestatie                                                      |
| ------------------------- | -------------- | --------- | -------------------------------------------------------------- |
| Tam Kai Chuen             | enkelspel (m)  | 9e        | 1ste ronde: vrij 2de ronde: V van INA Hendrawan: 7-15, 7-15    |
| Ng Wei                    | enkelspel (m)  | 9e        | 1ste ronde: vrij 2de ronde: V van CHN Ji: 15-7, 4-15, 11-15    |
|                           |                |           |                                                                |
| Louisa Koon               | enkelspel (v)  | 9e        | 1ste ronde: vrij 2de ronde: V van GBR Morgan: 11-8, 3-11, 1-11 |
| Ling Wan Ting             | enkelspel (v)  | 9e        | 1ste ronde: vrij 2de ronde: V van CHN Gong: 4-11, 3-11         |
| Louisa Koon Ling Wan Ting | dubbelspel (v) | 17e       | 1ste ronde: V van DEN Kirkegaard/Olsen: 9-15, 15-13, 5-15      |
|                           |                |           |                                                                |
| Louisa Koon Tam Kai Chuen | dubbelspel (g) | 17e       | 1ste ronde: V van SWE Bergström/Karlsson: 13-15, 15-10, 12-15  |

### Roeien
| Olympiër                | Discipline             | Resultaat | Prestatie |
| ----------------------- | ---------------------- | --------- | --- |
| Lo Sing Yan Lui Kam Chi | lichte dubbel-twee (m) | 16e       | serie 3: 5de in 7.09,75 herkansingen: 4de in 7.05,05 finale C: 4de in 6.49,19                                  |
|                         |                        |           | |
| Fenella Ng              | skiff (v)              | 16e       | serie 1: 5de in 8.19,88 herkansingen: 4de in 8.16,62 halve finale C/D: 3de in 8.21,40 finale C: 4de in 8.11,06 |

### Schietsport
| Olympiër    | Discipline              | Resultaat | Prestatie                                   |
| ----------- | ----------------------- | --------- | ------------------------------------------- |
| Li Hao Jian | 25m snelvuurpistool (m) | 18e       | kwalificatie: 18de met 571 punten (284-287) |

### Schoonspringen
| Olympiër | Discipline   | Resultaat | Prestatie                             |
| -------- | ------------ | --------- | ------------------------------------- |
| Yu Yuet  | 3m plank (m) | 11e       | kwalificatie: 48ste met 227,64 punten |

### Tafeltennis
| Olympiër                 | Discipline    | Resultaat | Prestatie |
| ------------------------ | ------------- | --------- | --- |
| Cheung Yuk               | enkelspel (m) | 17e       | groep H: 1ste W van BRA Hoyama: 3-2 W van CAN Liu: 3-1 2de ronde: V van JPN Matsushita: 0-3 (20-22, 19-21, 17-21)                              |
| Leung Chu Yan            | enkelspel (m) | 49e       | groep I: 3de V van KOR Seung-Min: 0-3 V van AUS Smythe: 2-3                                                                                    |
| Cheung Yuk Leung Chu Yan | enkelspel (m) | 9e        | groep C: 1ste W van AUS Gerada/Smythe: 2-0 W van GRE Kreanga/Tsiokas: 2-1 2de ronde: V van KOR Lee/Ryu: 2-3 (16-21, 21-16, 21-19, 9-21, 15-21) |
|                          |               |           | |
| Song Ah Sim              | enkelspel (v) | 33e       | groep N: 2de V van RUS Palina: 0-3 V van UGA Musoke: 0-3                                                                                       |
| Wong Ching               | enkelspel (v) | 33e       | groep M: 2de V van RUS Melnik: 2-3 W van EGY Abdul-Aziz: 3-0                                                                                   |
| Song Ah Sim Wong Ching   | enkelspel (v) | 17e       | groep F: 2de V van JPN Fujinima/Konishi: 1-2 W van CHI Silvia Morel/Tepes: 2-0                                                                 |

### Wielersport
| Olympiër        | Discipline       | Resultaat | Prestatie |
| Baan            | Baan             | Baan      | Baan      |
| --------------- | ---------------- | --------- | --------- |
| Wong Kam Po     | puntenkoers (m)  | 11e       | 14 punten |
| Mountainbike    |                  |           |           |
| Alexandra Yeung | mountainbike (v) | 27e       | 2:11.29   |

### Zeilen
| Olympiër     | Discipline  | Resultaat | Prestatie                                      |
| ------------ | ----------- | --------- | ---------------------------------------------- |
| Ho Chi Ho    | mistral (m) | 28e       | 200 punten: (12-29-29-19-24-31-27-13-18-32-29) |
|              |             |           |                                                |
| Lee Lai Shan | mistral (v) | 6e        | 59 punten: (5-10-5-8-17-10-6-6-4-5-20)         |

### Zwemmen
| Olympiër        | Discipline           | Resultaat | Prestatie                     |
| --------------- | -------------------- | --------- | ----------------------------- |
| Fu Wing Harbeth | 50m vrije slag (m)   | 53e       | serie 4: 8ste in 24,20        |
| Mark Kwok       | 200m vrije slag (m)  | 26e       | serie 4: 4de in 1.52,71       |
| Mark Kwok       | 400m vrije slag (m)  | 30e       | serie 2: 2de in 3.58,94 (NR)  |
| Lik Sun Fong    | 200m rugslag (m)     | 33e       | serie 1: 1ste in 2.05,47 (NR) |
| Matthew Kwok    | 100m schoolslag (m)  | 50e       | serie 3: 5de in 1.05,28       |
| Tam Chi Kin     | 200m schoolslag (m)  | 42e       | serie 3: 7de in 2.24,04       |
| Mark Kwok       | 200m vlinderslag (m) | 32e       | serie 2: 3de in 2.01,99       |
| Lik Sun Fong    | 200m wisselslag (m)  | 46e       | serie 2: 6de in 2.09,00       |
| Lik Sun Fong    | 400m wisselslag (m)  | 34e       | serie 1: 1ste in 4.29,02      |
|                 |                      |           |                               |
| Sherry Tsai     | 50m vrije slag (v)   | 47e       | serie 5: 5de in 27,38         |
| Sherry Tsai     | 100m rugslag (v)     | 33e       | serie 2: 2de in 1.05,28       |
| Caroline Chiu   | 100m schoolslag (v)  | 36e       | serie 2: 5de in 1.15,87       |
| Flora Kong      | 100m vlinderslag (v) | 42e       | serie 2: 2de in 1.04,09       |
| Chan Sandy      | 200m vlinderslag (v) | 33e       | serie 1: 1ste in 2.19,86      |

Albanië · Algerije · Amerikaanse Maagdeneilanden · Amerikaans-Samoa · Andorra · Angola · Antigua en Barbuda · Argentinië · Armenië · Aruba · Australië · Azerbeidzjan · Bahama's · Bahrein · Bangladesh · Barbados · België · Belize · Benin · Bermuda · Bhutan · Bolivia · Bosnië en Herzegovina · Botswana · Brazilië · Britse Maagdeneilanden · Brunei · Bulgarije · Burkina Faso · Burundi · Cambodja · Canada · Centraal-Afrikaanse Republiek · Chili · China · Chinees Taipei · Colombia · Comoren · Congo-Brazzaville · Congo-Kinshasa · Cookeilanden · Costa Rica · Cuba · Cyprus · Denemarken · Djibouti · Dominica · Dominicaanse Republiek · Duitsland · Ecuador · Egypte · El Salvador · Equatoriaal-Guinea · Eritrea · Estland · Ethiopië · Fiji · Filipijnen · Finland · Frankrijk · Gabon · Gambia · Georgië · Ghana · Grenada · Griekenland · Groot-Brittannië · Guam · Guatemala · Guinee · Guinee‑Bissau · Guyana · Haïti · Honduras · Hongarije · Hongkong · Ierland · IJsland · India · Indonesië · Irak · Iran · Israël · Italië · Ivoorkust · Jamaica · Japan · Jemen · Joegoslavië · Jordanië · Kaaimaneilanden · Kaapverdië · Kameroen · Kazachstan · Kenia · Kirgizië · Koeweit · Kroatië · Laos · Lesotho · Letland · Libanon · Liberia · Libië · Liechtenstein · Litouwen · Luxemburg · Macedonië · Madagaskar · Malawi · Malediven · Maleisië · Mali · Malta · Marokko · Mauritanië · Mauritius · Mexico · Micronesië · Moldavië · Monaco · Mongolië · Mozambique · Myanmar · Namibië · Nauru · Nederland · Nederlandse Antillen · Nepal · Nicaragua · Nieuw-Zeeland · Niger · Nigeria · Noord-Korea · Noorwegen · Oeganda · Oekraïne · Oezbekistan · Oman · Oostenrijk · Pakistan · Palau · Palestina · Panama · Papoea-Nieuw-Guinea · Paraguay · Peru · Polen · Portugal · Puerto Rico · Qatar · Roemenië · Rusland · Rwanda · Saint Kitts en Nevis · Saint Lucia · Saint Vincent en Grenadines · Salomonseilanden · Samoa · San Marino ·  Sao Tomé en Principe · Saoedi-Arabië · Senegal · Seychellen · Sierra Leone · Singapore · Slovenië · Slowakije · Soedan · Somalië · Spanje · Sri Lanka · Suriname · Swaziland · Syrië · Tadzjikistan · Tanzania · Thailand · Togo · Tonga · Trinidad en Tobago · Tsjaad · Tsjechië · Tunesië · Turkije · Turkmenistan · Uruguay · Vanuatu · Venezuela · Verenigde Arabische Emiraten · Verenigde Staten · Vietnam · Wit-Rusland · Zambia · Zimbabwe · Zuid-Afrika · Zuid-Korea · Zweden · Zwitserland · Individuele olympische atleten